# Fellheim
Fellheim là một đô thị ở huyện Unterallgäu bang Bayern, Đức.